# Supercoppa UEFA 2016
La Supercoppa UEFA 2016 è stata la quarantunesima edizione della Supercoppa UEFA e si è disputata il 9 agosto 2016 al Lerkendal Stadion di Trondheim (si è trattato della prima volta per la Norvegia ad ospitare una finale di una grande competizione europea calcistica maschile). Si sono affrontate il Real Madrid, vincitore della Champions League 2015-2016, ed il Siviglia, vincitore dell'Europa League 2015-2016. Per il terzo anno consecutivo il match ha visto affrontarsi due club spagnoli.
Le due squadre si rincontrano nella competizione dopo soli due anni, quando nella Supercoppa UEFA 2014 a vincere fu il Real Madrid per 2-0. Anche questa volta ad imporsi sono i madrileni, che si aggiudicano l'incontro 3-2 dopo i tempi supplementari, grazie al gol decisivo segnato da Daniel Carvajal.

## Partecipanti
| Squadre     | Qualificazione                                  | Partecipazioni precedenti (il grassetto indica la vittoria) |
| ----------- | ----------------------------------------------- | ----------------------------------------------------------- |
| Real Madrid | Vincitore della UEFA Champions League 2015-2016 | 4 (1998, 2000, 2002, 2014)                                  |
| Siviglia    | Vincitore della UEFA Europa League 2015-2016    | 4 (2006, 2007, 2014, 2015)                                  |

## La partita
Marco Asensio sblocca il match dopo venti minuti con un tiro da fuori e sigla il vantaggio per il Real Madrid. I Rojiblancos trovano il pari alla fine della prima frazione di gioco con un diagonale di Franco Vázquez e passano in vantaggio a venti minuti dalla fine con calcio di rigore segnato dall'ucraino Yevhen Konoplyanka – in rete per la seconda volta consecutiva nella Supercoppa UEFA. Nei minuti di recupero, Sergio Ramos firma il 2-2 con un colpo di testa.
La sfida si protrae ai tempi supplementari: dopo tre minuti il difensore del Siviglia Timothée Kolodziejczak è espulso. Gli andalusi resistono per diversi minuti in inferiorità numerica, cedendo ai connazionali allo scadere del secondo tempo supplementare: Konoplyanka perde palla a centrocampo, Carvajal se ne impossessa, s'invola in solitaria contro la difesa avversaria e trafigge Sergio Rico con un tiro preciso d'esterno.
La partita termina con la vittoria del Real Madrid, che solleva per la terza volta su cinque partecipazioni la Supercoppa UEFA. Per il Siviglia si tratta, invece, della terza finale consecutiva persa per quanto riguarda questa competizione (record), nonché della quarta persa su cinque giocate in totale.

## Tabellino
| Arbitro: | Milorad Mažić |

|                                       |           |                                    |
| Asensio 21’ Ramos 90+3’ Carvajal 119’ | Marcatori | 41’ Vázquez 72’ (rig.) Konopljanka |

| Real Madrid | Siviglia |

| GK              | 13 | Kiko Casilla    |     |     |
| RB              | 2  | Daniel Carvajal | 84’ |     |
| CB              | 4  | Sergio Ramos    |     |     |
| CB              | 5  | Raphaël Varane  |     |     |
| LB              | 12 | Marcelo         |     |     |
| DM              | 14 | Casemiro        |     |     |
| CM              | 16 | Mateo Kovačić   |     | 73’ |
| CM              | 22 | Isco            |     | 66’ |
| RF              | 17 | Lucas Vázquez   |     |     |
| CF              | 21 | Álvaro Morata   |     | 62’ |
| LF              | 28 | Marco Asensio   | 86’ |     |
| A disposizione: |    |                 |     |     |
| GK              | 31 | Rubén Yáñez     |     |     |
| DF              | 6  | Nacho           |     |     |
| DF              | 23 | Danilo          |     |     |
| MF              | 10 | James Rodríguez | 93’ | 73’ |
| MF              | 19 | Luka Modrić     |     | 66’ |
| MF              | 27 | Marcos Llorente |     |     |
| FW              | 9  | Karim Benzema   |     | 62’ |
| Allenatore:     |    |                 |     |     |
| Zinédine Zidane |    |                 |     |     |

| GK              | 1  | Sergio Rico            |          |     |
| CB              | 21 | Nicolás Pareja         |          |     |
| CB              | 6  | Daniel Carriço         |          | 51’ |
| CB              | 5  | Timothée Kolodziejczak | 90’, 93’ |     |
| DM              | 8  | Vicente Iborra         |          | 74’ |
| RM              | 14 | Hiroshi Kiyotake       |          |     |
| AM              | 15 | Steven N'Zonzi         |          |     |
| LM              | 22 | Franco Vázquez         |          |     |
| RW              | 25 | Mariano                |          |     |
| LW              | 20 | Vitolo                 | 39’      |     |
| CF              | 9  | Luciano Vietto         |          | 67’ |
| A disposizione: |    |                        |          |     |
| GK              | 13 | David Soria            |          |     |
| DF              | 18 | Sergio Escudero        |          |     |
| DF              | 23 | Adil Rami              |          | 51’ |
| MF              | 4  | Matías Kranevitter     |          | 74’ |
| MF              | 10 | Jevhen Konopljanka     |          | 67’ |
| MF              | 17 | Pablo Sarabia          |          |     |
| FW              | 12 | Wissam Ben Yedder      |          |     |
| Allenatore:     |    |                        |          |     |
| Jorge Sampaoli  |    |                        |          |     |

| Uomo del match: Sergio Ramos Assistenti arbitrali: Milovan Ristić (Serbia) Dalibor Đurđević (Serbia) Quarto ufficiale: Szymon Marciniak (Polonia) Arbitri addizionali: Danilo Grujić (Serbia) Nenad Đokić (Serbia) Assistente di riserva: Tomasz Listkiewicz (Polonia) | Regole del match - Tempi regolamentari da 90 minuti; - 30 minuti di tempi supplementari, in caso di parità al termine dei primi 90'; - Tiri di rigore se, al termine dei tempi supplementari, persistesse ancora la situazione di parità; - Sette sostituti, di cui solo tre possono fare ingresso in campo al posto di un titolare. |